# Jamie-Lee Kriewitz
Jamie-Lee Kriewitz (Springe, 1998) és una cantant alemanya de gènere Pop.
És coneguda des de 2015, quan va ser guanyadora de la cinquena edició de La Veu d'Alemanya. Va representar Alemanya en el Festival de la Cançó d'Eurovisió 2016 amb la cançó «Ghost» que ha estat el seu primer èxit de vendes. Va néixer el 1998 a la ciutat alemanya de Springe i, als dotze anys, va començar a cantar en el cor de gospel "Joyful Noise". És vegetariana i fan de l'estètica japonesa i dels vestits excèntrics, que va lluir en els assajos del Festival d'Eurovisió.